# Платина (хоккейный клуб)
«Платина», «Платина-Кишинёв» (рум. Platina Chișinău) — молдавский хоккейный клуб.

## История
Создатель и президент клуба — Сергей Чобану. Команда под руководством российского тренера Игоря Глебова в 2010 году была заявлена в юниорский (U18) чемпионат Румынии. В чемпионате 2010/11, проводившемся среди четырёх команд, «Платина» выиграла все 18 матчей с разницей шайб 171-21. В пятёрку лучших бомбардиров чемпионата вошли игроки «Платины» Роман Зубков — 1 место, 74 (34+40) очка, Аскар Камалов — 2 место, 74 (32+42) очка, Никита Гобунов — 4 место, 32 (26+6) очков, Антон Медведев — 5 место, 31 (18+13) очков. В финале «Платина» победила команду «Чиксереда» (6:4, 3:2).
В сезоне 2011/12 клуб стартовал в чемпионате Румынии. Выиграв первый матч у «Чиксереды» 9:4, команда не смогла выйти на вторую игру из-за нехватки игроков. В конце третьей игры, выигранной у «Чиксереды» 9:2, вратарь «Платины» устроил всеобщую драку. На следующие матчи команда снова не смогла выйти и была исключена из чемпионата.
В июле 2012 года «Платина» была принята в число участников первенства Молодежной хоккейной лиги. По словам Чобану, он добивался этого два года. С этой целью он организовал встречи директора по развитию МХЛ Сергея Яковлева с исполняющим обязанности президента Молдавии, председателем правительства, министром спорта страны. После встреч с президентом России Владимиром Путиным и Александром Медведевым финансовую помощь клубу оказал «Газпром».
В первом сезоне клуб проиграл 38 матчей из 40 и набрал три очка при разнице шайб минус 241 (50-291). Домашние игры «Платина» проводила на стадионах соперников. В связи с отсутствием в Кишинёве подходящей ледовой арены домашним стадионом «Платины» стала «Снежинка» из столицы ПМР Тирасполя, рассчитанная на 1100 мест. Чобану отмечал, что его называли единственным человеком, который не побоялся поднять в Приднестровье флаг Молдавии и сыграть в Тирасполе молдавский гимн. В сезоне 2013/14 «Платина» вышла в плей-офф, где уступила МХК «Дмитров» 2-3, в октябре клуб переехал на базу ФК «Зимбру» Кишинёв.
Перед сезоном 2014/15 команда полностью сменила состав, но 11 декабря в связи с тяжелой финансовой ситуацией клуб снялся с первенства.

## Главные тренеры
- Глебов, Игорь Александрович (с 2010)
- Косолапов, Владислав Владимирович (2012—2013)
- Бондарев, Дмитрий Дмитриевич (2013—2014)
- Кулибаба, Валерий Николаевич (2014)